# Debbie Wilcox
Pour les articles homonymes, voir Wilcox.
Deborah Ann Wilcox, baronne Wilcox de Newport (née le 15 juin 1957) est une conseillère travailliste galloise et ancienne enseignante, qui est chef du conseil municipal de Newport de mai 2016 à septembre 2019. Elle est également à la tête de la Welsh Local Government Association, un poste qu'elle occupe depuis 2017,,.
En septembre 2019, elle est nommée pair travailliste dans le cadre des distinctions honorifiques de démission du premier ministre et quitte son poste de chef du conseil.

## Jeunesse et carrière
Wilcox est née à Pontypridd en 1969. Elle étudie l'art dramatique et l'éducation à la Royal Central School of Speech and Drama entre 1975 et 1979, suivi d'une maîtrise en études médiatiques à l'Université du pays de Galles à Cardiff entre 1994 et 1997.
Elle commence sa carrière en tant qu'enseignante, d'abord à l'école secondaire Hawthorn puis enseigne dans la région de Newport pendant 30 ans, notamment à l'école secondaire Hartridge, à l'école secondaire Duffryn et à l'école primaire Maindee.

## Carrière politique

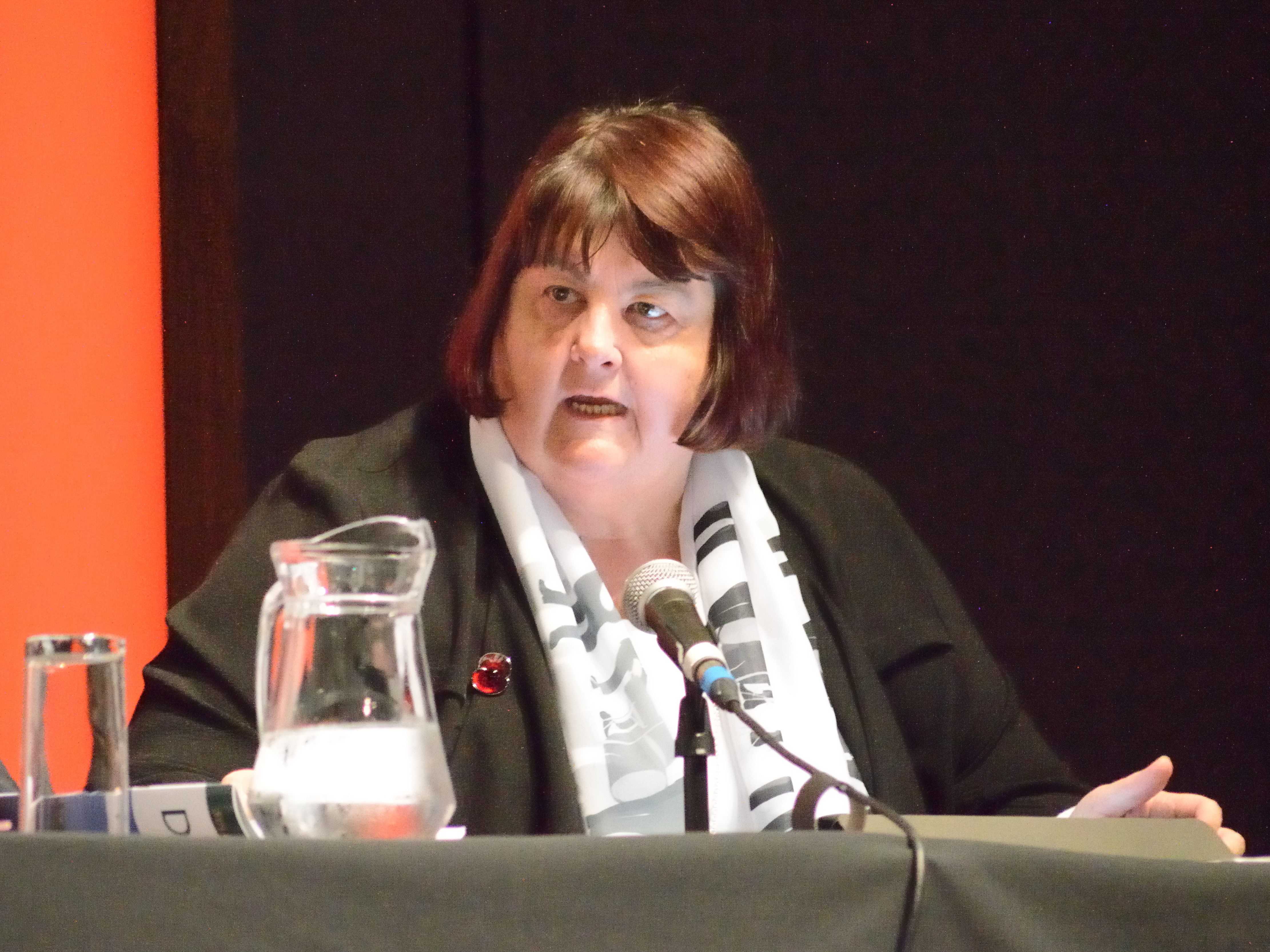
La conseillère Debbie Wilcox, chef du conseil municipal de Newport et de l'Association galloise du gouvernement local, s'exprimant lors de la conférence ResPublica Tomorrow's Democracy Day à The Riverfront, Newport, le 5 novembre 2018.

En 2004, elle est nommée membre du cabinet de l'éducation et de la jeunesse, fonction qu'elle occupe jusqu'en 2016, ainsi qu'ancien membre du cabinet des loisirs et de la culture.
En 2016, elle est nommée première femme leader du conseil municipal de Newport, en remplacement du sortant Bob Bright.
En 2017, elle est la première femme leader de la Welsh Local Government Association, succédant à Bob Wellington, l'ancien leader du conseil municipal du comté de Torfaen.
En 2018, elle devient membre de la Royal Society of Arts.
En septembre 2019, elle est nommée pair travailliste dans le cadre des honneurs de démission du premier ministre 2019 On l'appelle largement la baronne Wilcox, mais prend le titre de baronne Wilcox de Newport. Le 4 novembre 2019, elle est présentée à la chambre. Depuis le 2 mars 2020, elle est whip de l'opposition.

## Vie privée
Wilcox est ouvertement gay et est présélectionnée par la liste Pinc de Pride Cymru/Wales Online qui « reconnaît les personnes LGBT+ les plus influentes du Pays de Galles ». Elle plaide en faveur de l'abrogation de l'article 28, une loi interdisant la promotion de l'homosexualité par le gouvernement local. La loi est abrogée en septembre 2003 par le Local Government Act 2003.